# Nguyễn Khoa Nam
Nguyễn Khoa Nam (23 tháng 9 năm 1927 – 1 tháng 5 năm 1975) nguyên là một tướng lĩnh gốc Nhảy dù của Quân lực Việt Nam Cộng hòa, cấp bậc Thiếu tướng. Ông xuất thân từ những khóa đầu tiên ở trường Sĩ quan Trừ được do Quân đội Cộng hòa Pháp mở ra ở Nam phần trên danh nghĩa Chính phủ Quốc gia Việt Nam. Ra trường, ông gia nhập vào đơn vị Nhảy dù phục vụ cho Quân đội Cộng hòa Pháp trong chiến tranh Đông Dương và đã phục vụ trong Binh chủng này một thời gian dài, tuần tự giữ những chức vụ từ Trung đội trưởng đến Tư lệnh phó Sư đoàn. Đầu năm 1970, ông chuyển nhiệm vụ sang Bộ binh và giữ chức vụ Tư lệnh Sư đoàn. Sau cùng ông đảm trách chức vụ Tư lệnh một trong 4 Quân đoàn và Quân khu 4 của Quân lực Việt Nam Cộng hòa. Ông là một trong năm tướng lĩnh đã tự sát sau sự kiện 30 tháng 4 năm 1975.

## Tiểu sử & Binh nghiệp
Ông sinh ngày 23 tháng 9 năm 1927, trong một gia đình có truyền thống khoa bảng tại Đà Nẵng, miền Trung Việt Nam, có nguyên quán ở làng An Cựu Tây, huyện Hương Thủy, tỉnh Thừa Thiên, Việt Nam. Thời niên thiếu, ông học Tiểu học tại trường Ècole des Garcons, Đà Nẵng. Lên Trung học theo chương trình Pháp, nội trú ở trường Quốc học Huế (Lycėe Khải Định). Năm 1946, ông tốt nghiệp với văn bằng Tú tài bán phần (Part I). Sau đó, thi vào trường Hành chánh ở Huế (hệ Cao đẳng). Năm 1951, ông tốt nghiệp và được bổ dụng làm công chức tại Sở Ngân sách Trung Việt, một năm sau giữ chức vụ Chủ sự phòng.

### Quân đội Quốc gia Việt Nam
Cuối tháng 3 năm 1953, thi hành lệnh động viên, ông nhập ngũ vào Quân đội Quốc gia Việt Nam, mang số quân: 47/291.065. Theo học khóa 3 Đống Đa tại trường Sĩ quan Trừ bị Thủ Đức thuộc Trung đội khóa sinh số 16, khai giảng ngày 1 tháng 4 năm 1953. Ngày 1 tháng 12 cùng năm mãn khóa tốt nghiệp với cấp bậc Thiếu úy. Ra trường gia nhập đơn vị Nhảy dù, ông được cử làm Trung đội trưởng thuộc Đại đội 1 trong Tiểu đoàn 7 Nhảy dù. Sau đó, ông được theo học khóa Nhảy dù cấp tốc tại Bến phà Đen (gần Bệnh viện Đồn Thủy), Hà Nội. Đến tháng 3 năm 1954, ông được tăng phái cho Tiểu đoàn 3 Nhảy dù. Một tháng sau, ông được đi thụ huấn khóa Đại đội trưởng tại trường Võ bị Liên quân Đà Lạt. Mãn khóa về lại đơn vị cũ, ông được cử giữ chức vụ Đại đội trưởng Đại đội 3. Tháng 8 cùng năm, ông theo đơn vị từ Hà Nội bằng đường không vận di chuyển vào Nam đồn trú tại Đồng Đế, Nha Trang.

### Quân đội Việt Nam Cộng hòa
Năm 1955, sau khi Quân đội Quốc gia đổi sang tên mới là Quân đội Việt Nam Cộng hòa, Tiểu đoàn 7 giải tán để bổ sung quân số cho 2 Tiểu đoàn 3 và 5. Ông được cử đi du học lớp Huấn luyện viên Nhảy dù trong thời gian 8 tháng tại Pau, Pháp. Mãn khóa, trở về phục vụ tại Tiểu đoàn Trợ chiến Nhảy dù do Đại úy Nguyễn Thọ Lập làm Tiểu đoàn trưởng. Tháng 12 cuối năm, ông được cử làm Đại đội trưởng Đai đội Kỹ thuật trong Tiểu đoàn Trợ chiến thay thế Trung úy Ngô Xuân Nghị. Tháng giêng năm 1957, ông chuyển về Bộ chỉ huy Liên đoàn Nhảy dù phục vụ tại Phòng 3 (đặc trách hành quân). Tháng 6 cùng năm, ông được thăng cấp Trung úy tại nhiệm. Đầu năm 1959, ông được cử làm Trưởng ban 3 của Tiểu đoàn 3 Nhảy dù.
Đầu tháng 1 năm 1961, ông được thăng cấp Đại úy tại nhiệm. Đến tháng 2 năm 1962, chuyển sang Tiểu đoàn 5 Nhảy dù giữ chức vụ Tiểu đoàn phó. Tháng 6 cùng năm, ông được cử đi Hoa Kỳ học khóa "Chiến tranh rừng rậm" (Tác chiến trong rừng) tại căn cứ Huấn luyện Lực lượng Đặc biệt Fort Bragg. Đầu năm 1963, học tiếp khóa Bộ binh cao cấp tại trường Bộ binh Fort Benning.
Đầu tháng 2 năm 1964, sau cuộc Chỉnh lý các tướng lĩnh trong Hội đồng Quân nhân Cách mạng do tướng Nguyễn Khánh cầm đầu, ông được cử làm Trưởng phòng 4 tại Bộ tư lệnh Lữ đoàn Nhảy dù do Đại tá Cao Văn Viên làm Tư lệnh. Tháng 7 năm 1965, ông được chỉ định vào chức vụ Tham mưu trưởng Chiến đoàn 1 Nhảy dù do Trung tá Bùi Kim Kha làm Chiến đoàn trưởng. Sau đó 2 tháng, ông được cử làm Tiểu đoàn trưởng Tiểu đoàn 5 Nhảy dù thay thế Thiếu tá Hồ Trung Hậu. Ngày kỷ niệm Cách mạng 1 tháng 11 cùng năm, ông được thăng cấp Thiếu tá tại nhiệm.
Tháng 5 năm 1966, ông được thưởng Đệ Tứ đẳng Bảo quốc Huân chương kèm anh dũng Bội tinh với nhành Dương liễu. Đầu tháng 6, biệt phái qua Sư đoàn bộ binh, ông được cử làm sĩ quan Phụ tá cho Đại tá Ngô Quang Trưởng Tư lệnh Sư đoàn 1 Bộ binh. Ngày Quân lực 19 tháng 6, ông được thăng cấp Trung tá. Đầu tháng 8 cùng năm, trở lại Sư đoàn Nhảy dù ông được chỉ định làm Chiến đoàn trưởng Chiến đoàn 3 Nhảy dù tân lập (Thời điểm này, Chỉ huy Chiến đoàn 1 là Thiếu tá Hồ Trung Hậu, Chiến đoàn 2 là Thiếu tá Đào Văn Hùng). Đến tháng 4 năm 1967, ông được ân thưởng Đệ Tam đẳng Bảo quốc Huân chương kèm Anh dũng Bội tinh với nhành Dương liễu.
Đầu tháng 1 năm 1969, ông được thăng cấp Đại tá tại nhiệm. Cuối tháng 11 năm 1970, ông được lệnh bàn giao Lữ đoàn 3 lại cho Trung tá Nguyễn Văn Thọ, để giữ chức vụ Phụ tá Tư lệnh Sư đoàn.
Đầu tháng 12 năm 1970, rời Sư đoàn Nhảy dù chuyển về Quân khu 4, ông được bổ nhiệm làm Tư lệnh Sư đoàn 7 Bộ binh thay thế Chuẩn tướng Nguyễn Thanh Hoàng được cử lên làm Phó Tư lệnh Quân đoàn IV. Ngày Quân lực 19 tháng 6 cùng năm, ông được thăng cấp Chuẩn tướng tại nhiệm. Ngày Quốc khánh Đệ Nhị Cộng hòa 1 tháng 11 năm 1972, ông được đặc cách tại mặt trận thăng cấp Thiếu tướng tại nhiệm.
Giữa năm 1974, ông được cử làm Trưởng đoàn, hướng dẫn phái đoàn chiến sĩ xuất sắc thăm viếng Trung Hoa Dân quốc (Đài Loan) trong thời gian 1 tuần. Ngày Quốc khánh 1 tháng 11 cùng năm, bàn giao Sư đoàn 7 lại cho Chuẩn tướng Trần Văn Hai, ông được bổ nhiệm vào chức vụ Tư lệnh Quân đoàn IV & Quân khu 4 thay thế Trung tướng Nguyễn Vĩnh Nghi được cử làm Chỉ huy trưởng Trường Bộ binh Thủ Đức.
- Quân đoàn IV vào thời điểm tháng 4/1975, nhân sự trong Bộ Tư lệnh Quân đoàn được phân bổ trách nhiệm như sau:
-Tư lệnh: Thiếu tướng Nguyễn Khoa Nam
-Tư lệnh phó[10]: Chuẩn tướng Lê Văn Hưng
-Tham mưu trưởng: Chuẩn tướng Chương Dzềnh Quay
-An ninh Quân đội: Đại tá Trần Duy Bính[11]
-Trưởng phòng 3[12]: Đại tá Phạm Thành Can[13]
-Chỉ huy Pháo binh: Đại tá Nguyễn Văn Thọ[14]
-Chỉ huy Tiếp vận: Đại tá Nguyễn Văn Nhỏ[15]
-Tư lệnh Tiền phương[16]: Đại tá Nguyễn Đình Vinh[17]
-Tham mưu trưởng Tiền phương[18]: Đại tá Dương Ngọc Bảo[19]

## Kế hoạch "mật khu" bất thành và cái chết
So với các đơn vị khác, Quân đoàn IV Việt Nam Cộng hòa do Nguyễn Khoa Nam tại đồng bằng sông Cửu Long là đơn vị ít chịu thiệt hại nhất trước các cuộc tấn công quyết định của Quân Giải phóng vào mùa xuân năm 1975. Vì vậy, sau các thất bại lớn của Quân lực Việt Nam Cộng hoà tại mặt trận Tây Nguyên, Huế - Đà Nẵng, Bộ Tổng Tham mưu Quân lực Việt Nam Cộng hoà ra lệnh cho Thiếu tướng Nguyễn Khoa Nam lên kế hoạch lập "mật khu" để giữ đồng bằng sông Cửu Long làm căn cứ tiếp tục chống cự nếu Sài Gòn thất thủ. Thiếu tướng Nam hy vọng với 3 Sư đoàn Bộ binh còn tương đối nguyên vẹn, gần nửa triệu địa phương quân và phòng vệ dân sự, cộng với các lực lượng còn sống sót rút từ các quân khu đã thất thủ về thì có thể lập được "vành đai Alpha" xung quanh thành phố Cần Thơ, trung tâm chỉ huy của Quân đoàn. Trong trường hợp không giữ được Cần Thơ, tướng Nam còn có phương án dựa vào tuyến biên giới Việt Nam - Campuchia với dãy núi Thất Sơn và các vùng có đông tín đồ Phật giáo Hòa Hảo, có hàng trăm hang động hiểm trở để cầm cự lâu dài và chờ thời cơ phản công. Trong tháng 4 năm 1975, một số công trình kiên cố dự định sử dụng cho Bộ Tổng Tham mưu Quân lực Việt Nam Cộng hòa rút về đây đã được xây dựng.
Tuy nhiên, kế hoạch này đã nhanh chóng phá sản do nhiều tướng tá cấp dưới đã bỏ chạy, còn bộ máy chỉ huy của Quân đoàn IV thì rối loạn đến mức không thể điều khiển được các đơn vị dưới quyền trong khi các lực lượng cách mạng đang ở thế áp đảo. Cuốn băng lời kêu gọi của Thiếu tướng Nguyễn Khoa Nam dự định phát ở Đài phát thanh Cần Thơ vào chiều ngày 30 tháng 04 cũng không thực hiện được do đơn vị Biệt Động quân Giải phóng của Thiếu tá Hoàng Văn Thạch đã chiếm đài và phát kêu gọi đầu hàng của tướng Dương Văn Minh. Chiều tối 30 tháng 04, Chuẩn tướng Lê Văn Hưng phó Tư lệnh quân đoàn IV tự sát tại tư dinh. Nửa đêm 30 tháng 04, Thiếu tướng Nguyễn Khoa Nam ra lệnh dỡ bỏ các bản đồ, kế hoạch, mật hiệu hành quân dưới tầng hầm của Sở Chỉ huy Quân đoàn IV và tự sát ngay trong phòng làm việc rạng sáng ngày 01 tháng 05 năm 1975 lúc 48 tuổi.
Thi thể của Thiếu tướng Nam được Y sĩ Trung tá Hoàng Như Tùng (Y sĩ trưởng Quân y viện) mai táng tại Quân y viện Phan Thanh Giản, Cần Thơ và mai táng trong Nghĩa trang Quân lực Việt Nam Cộng hoà ở Cần Thơ. Bia mộ được chị ruột của Thiếu tướng Nam là bà Nguyễn Khoa Diệu Khâm (mẹ của Trung tá Hải quân Nguyễn Mạnh Trí) đi từ Sài Gòn xuống Cần thơ để dựng. Năm 1984, hài cốt của Thiếu tướng Nam được cải táng và hoả thiêu, tro cốt đem về để tại chùa Quảng Hương Già Lam, địa chỉ số 498/11 đường Lê Quang Định, quận Gò Vấp, Thành phố Hồ Chí Minh.

## Huy chương
-Bảo quốc Huân chương đệ tam đẳng
-Anh dũng Bội tinh với nhành Dương liễu (ân thưởng)
-Nhiều Huy chương Quân sự, Dân sự và Ngoại quốc

## Gia đình
- Thân phụ: Cụ Nguyễn Khoa Túc (Nguyên Chánh Thanh tra Học chính tại Đà Nẵng).
- Thân mẫu: Cụ Công Tôn nữ Mộc Cẩn (Thuộc dòng Tuy Lý Vương, Hoàng tộc Nhà Nguyễn)
- Bào tỷ: Bà Nguyễn Khoa Diệu Khâm (Thân mẫu Hải quân Trung tá Nguyễn Mạnh Trí)
- Bào đệ: Ông Nguyễn Khoa Phước (Nguyên Thượng Nghị Sĩ Việt Nam Cộng hoà trong Quốc hội Lưỡng viện của nền Đệ Nhị Việt Nam Cộng hòa)
- Cháu: Nguyễn Mạnh Trí (Nguyên Trung tá Hải quân, tốt nghiệp khóa 10 Sĩ quan Hải quân Nha Trang)

## Chú giải
1. ↑  Năm tướng lãnh Việt Nam Cộng hòa đã tự sát ngày 30 tháng 4 năm 1975: Thiếu tướng Nguyễn Khoa Nam, Thiếu tướng Phạm Văn Phú, Chuẩn tướng Lê Văn Hưng, Chuẩn tướng Trần Văn Hai và Chuẩn tướng Lê Nguyên Vỹ.
2. ↑  Cùng di chuyển với Tiểu đoàn 7 vào đồn trú ở Đồng Đế còn có Tiểu đoàn 3 và Tiểu đoàn 5 Nhảy dù
3. ↑  Đại tá Nguyễn Thọ Lập sinh năm 1918 tại Biên Hòa, tốt nghiệp Võ bị Đà Lạt K5, giải ngũ năm 1973
4. ↑  Trung uý Ngô Xuân Nghị sinh năm 1932 tại Khánh Hòa, tốt nghiệp Võ bị Đà Lạt K9. Sau cùng là Đại tá Chánh Sở Công tác thuộc Nha Kỹ thuật Bộ Tổng tham mưu.
5. ↑  Đầu tháng 12 năm 1965, Lữ đoàn Nhảy dù được tổ chức thành một Sư đoàn với quân số và trang bị đầy đủ cho một đơn vị Tổng trừ bị của Bộ Tổng tham mưu.
6. ↑  Trung tá Bùi Kim Kha sinh năm 1932 tại Nam Định, tốt nghiệp Võ bị Đà Lạt K8. Sau cùng là Đại tá Tham mưu trưởng Sư đoàn Nhảy dù.
7. ↑  Chiến đoàn 3 Nhảy dù được thành lập ngày 1/8/1966 tại Sài Gòn. Hậu cứ đặt tại căn cứ Hoàng Hoa Thám ở Bà Quẹo, Tân Bình, Gia Định. Ngày 1/5/1968 Chiến đoàn 3 cải danh thành Lữ đoàn (tương đương cấp Trung đoàn Bộ binh), có 3 Tiểu đoàn tác chiến trực thuộc là Tiểu đoàn 2, 3 và 6. Lữ đoàn 3 Nhảy dù là một trong 3 Lữ đoàn chủ lực nòng cốt của Sư đoàn Nhảy dù (2 Lữ đoàn còn lại là Lữ đoàn 1 và 2. Đầu năm 1974, Sư đoàn Nhảy dù thành lập thêm Lữ đoàn 4 gồm 3 Tiểu đoàn Biệt lập là Tiểu đoàn 12, 14 và 15. Đầu năm 1975 đang hình thành Lữ đoàn 5, dự kiến 3 đơn vị trực thuộc là 3 Tiểu đoàn 16, 17 và 18 đang hoạt động).
Từ thành lập đến ngày 30/4/1975. Lữ đoàn 3 đã trải qua các sĩ quan chỉ huy sau đây:
-Trung tá Nguyễn Khoa Nam, từ 01/08/1966 đến 30/11/1970.
-Trung tá Nguyễn Văn Thọ, từ 01/12/1970 đến 30/03/1971.
-Trung tá Trương Vĩnh Phước (Sinh năm 1928 tại Sài Gòn, tốt nghiệp Võ khoa Thủ Đức K4. Sau cùng là Tư lệnh phó Sư đoàn Nhảy dù), từ 31/03/1971 đến 15/12/1972.
-Trung tá Văn Bá Ninh (Sinh năm 1933 tại Gia Định, tốt nghiệp Võ bị Đà Lạt K6. Sau cùng là Đại tá Tham mưu trưởng Sư đoàn Nhảy dù), từ 16/12/1972 đến 24/07/1974.
-Trung tá Lê Văn Phát (Sinh năm 1931, tốt nghiệp Võ khoa Thủ Đức K4. Thăng cấp Đại tá tháng 11/1974), từ 25/07/1974 đến 04/04/1975.
-Trung tá Trần Đăng Khôi (Sinh năm 1938 tại Nam Định, tốt nghiệp Võ bị Đà Lạt K16), từ 05/04/1975 đến 30/04/1975.
8. ↑  Giữa năm 1968, các Chiến đoàn 1, 2 và 3 của Sư đoàn Nhảy dù cải danh thành Lữ đoàn. Chỉ huy Lữ đoàn 1: Trung tá Lê Quang Lưỡng, Lữ đoàn 2: Trung tá Đào Văn Hùng (Sinh năm 1923 tại Nam Định, xuất thân từ Hạ sĩ quan trong Quân đội Pháp, sau cùng là Trung đoàn trưởng bộ binh, giải ngũ năm 1974 cùng cấp)
9. ↑  Đại tá Nguyễn Văn Thọ sinh năm 1929 tại Vũng Tàu, tốt nghiệp khóa 4 Võ khoa Thủ Đức, năm 1971 trong chiến dịch hành quân Hạ Lào bị đối phương bắt làm tù binh, năm 1973 được trao trả trở về Quân lực Việt Nam Cộng hòa
10. ↑  Đặc trách Kế hoạch Hành quân
11. ↑  Đại tá Trần Duy Bính sinh năm 1927 tại Nam Định, tốt nghiệp trường Võ bị Địa phương Trung Việt (Huế).
12. ↑  Phòng 3 là bộ phận đảm trách về lĩnh vực lên kế hoạch hành quân, đồng thời theo dõi diễn biến và đáp ứng yêu cầu cho những cuộc hành quân lớn, nhỏ của các đơn vị trực thuộc Quân đoàn, Quân khu.
13. ↑  Đại tá Phạm Thành Can sinh năm 1929 tại Nam Định, tốt nghiệp trường Sĩ quan Nam Định.
14. ↑  Đại tá Nguyễn Văn Thọ sinh năm 1931 tại Sơn Tây, tốt nghiệp Võ bị Đà Lạt K7.
15. ↑  Đại tá Nguyễn Văn Nhỏ, tốt nghiệp Võ bị Huế K1.
16. ↑  Kiêm Phụ tá Tư lệnh Quân đoàn và Tư lệnh Chiến đoàn Đặc nhiệm của Quân đoàn.
17. ↑  Đại tá Nguyễn Đình Vinh sinh năm 1935 tại Đà Lạt, tốt nghiệp Võ bị Đà Lạt K10.
18. ↑  Kiêm Tham mưu trưởng Chiến đoàn Đặc nhiệm.
19. ↑  
-Đại tá Dương Ngọc Bảo sinh năm 1932 tại Thừa Thiên, tốt nghiệp Võ khoa Thủ Đức K3 (nguyên Chỉ huy trưởng Trung tâm Quản trị Trung ương).
20. ↑  Hồi ức của Đại tá Lê Nguyên Bình, dẫn theo Lê Đại Anh Kiệt, sđd, trang 185-186.
21. ↑  Hồi ức của Lê Ngọc Danh, dẫn theo Lê Đại Anh Kiệt, sđd, trang 194.
22. ↑  Sinh tiền, tướng Nguyễn Khoa Nam là một Phật tử thuần thành, ông thường nghiền ngẫm kinh Phật, sách Triết học và Nho học. Ông cũng là một quân nhân thuần túy không xen vào chính trị, không lập gia đình, có cuộc sống giản dị, không xa hoa, không bị tai tiếng tham nhũng và được binh sĩ yêu mến.